# Comilla (distrikt)
Comilla (engelska: Comilla District) är ett distrikt i Bangladesh.   Det ligger i provinsen Chittagong, i den centrala delen av landet, 70 km öster om huvudstaden Dhaka. Antalet invånare är 5 387 288. Arean är 3 146 kvadratkilometer.
Terrängen i Comilla är platt.
Trakten runt Comilla består till största delen av jordbruksmark. Runt Comilla är det mycket tätbefolkat, med 1 819 invånare per kvadratkilometer.